# Phaenocarpa styriaca
Phaenocarpa styriaca är en stekelart som beskrevs av Fischer 1970. Phaenocarpa styriaca ingår i släktet Phaenocarpa och familjen bracksteklar. Inga underarter finns listade i Catalogue of Life.